# Sebastián Córdova
Francisco Sebastián Córdova Reyes, noto semplicemente come Sebastián Córdova (Aguascalientes, 12 giugno 1997), è un calciatore messicano, centrocampista del Tigres UANL.

## Caratteristiche tecniche
È un trequartista, ritenuto uno dei centrocampisti messicani più forti della propria generazione. Córdova è un calciatore atleticamente preparato, abile nel calciare i penalty, possiede un buon tocco di palla e sa come muoversi negli spazi liberi oltre ad avere un buon senso del posizionamento. È mancino, oltre a saper calciare con potenza, è dotato di una buona precisione di tiro, tanto da poter segnare calciando da fuori area. Fa anche utilizzo del colpo di testa.

## Carriera

### Club

#### América e Necaxa
Cresciuto nel vivaio dell'América per poi passare in prima squadra. Nel 2018 è stato ceduto brevemente in prestito al Necaxa vincendo la Supercopa MX dove Córdova segna il gol del 1-0 battendo il Monterrey. Torna a giocare per l'América, nell'edizione 2020-2021 segna sette reti, la prima con un rigore battendo il Pachuca per 2-1, con lo stesso risultato si conclude il match vinto contro il San Luis dove Córdova realizza un altro gol, segna la rete del 3-0 sconfiggendo il Chivas, è autore di una doppietta battendo per 3-1 il Tigres UANL.

#### Tigres UANL
Il 13 gennaio 2022 debutta con la maglia del Tigres UANL nel pareggio per 1-1 contro il Santos Laguna. Il suo primo gol con la squadra lo segn sconfiggendo per 3-0 il Toluca.

### Nazionale
Nel 2017 con la nazionale Under-20 messicana ha preso parte al Campionato nordamericano Under-20, dove segna una rete battendo per 5-0 il Canada.
Il 3 ottobre 2019 esordisce con la nazionale maggiore avendo come avversario Trinidad e Tobago, Córdova con il suo assist permette a Jesús Alberto Angulo di segnare la rete del definitivo 2-0. Segna la sua prima rete con la nazionale il 20 novembre dello stesso anno, battendo Bermuda per 2-1 in rimonta nella CONCACAF Nations League.

Nel 2021 viene convocato nella nazionale olimpica ai Giochi di Tokyo, segna una rete sconfiggendo la Francia per 4-1, è autore di una doppietta battendo nei quarti di finale la Corea del Sud per 6-3, infine nella partita valevole per la medaglia di bronzo contro il Giappone, la nazionale messicana vince per 3-1, Córdova è stato l'uomo partita con un gol e due assist vincenti.

## Statistiche

### Cronologia presenze e reti in nazionale
| Cronologia completa delle presenze e delle reti in nazionale ― Messico | Cronologia completa delle presenze e delle reti in nazionale ― Messico | Cronologia completa delle presenze e delle reti in nazionale ― Messico | Cronologia completa delle presenze e delle reti in nazionale ― Messico | Cronologia completa delle presenze e delle reti in nazionale ― Messico | Cronologia completa delle presenze e delle reti in nazionale ― Messico | Cronologia completa delle presenze e delle reti in nazionale ― Messico | Cronologia completa delle presenze e delle reti in nazionale ― Messico |
| Data                                                                   | Città                                                                  | In casa                                                                | Risultato                                                              | Ospiti                                                                 | Competizione                                                           | Reti                                                                   | Note                                                                   |
| ---------------------------------------------------------------------- | ---------------------------------------------------------------------- | ---------------------------------------------------------------------- | ---------------------------------------------------------------------- | ---------------------------------------------------------------------- | ---------------------------------------------------------------------- | ---------------------------------------------------------------------- | ---------------------------------------------------------------------- |
| 3-10-2019                                                              | Toluca                                                                 | Messico                                                                | 2 – 0                                                                  | Trinidad e Tobago                                                      | Amichevole                                                             | -                                                                      | 74’                                                                    |
| 12-10-2019                                                             | Hamilton                                                               | Bermuda                                                                | 1 – 5                                                                  | Messico                                                                | CONCACAF Nations League 2019-2020 - 1º turno                           | -                                                                      | 63’                                                                    |
| 16-10-2019                                                             | Città del Messico                                                      | Messico                                                                | 3 – 1                                                                  | Panama                                                                 | CONCACAF Nations League 2019-2020 - 1º turno                           | -                                                                      | 62’                                                                    |
| 20-11-2019                                                             | Toluca                                                                 | Messico                                                                | 2 – 1                                                                  | Bermuda                                                                | CONCACAF Nations League 2019-2020 - 2º turno                           | 1                                                                      |                                                                        |
| 30-9-2020                                                              | Città del Messico                                                      | Messico                                                                | 3 – 0                                                                  | Guatemala                                                              | Amichevole                                                             | 1                                                                      | 70’                                                                    |
| 14-11-2020                                                             | Wiener Neustadt                                                        | Corea del Sud                                                          | 2 – 3                                                                  | Messico                                                                | Amichevole                                                             | -                                                                      | 54’                                                                    |
| 1-7-2021                                                               | Nashville                                                              | Messico                                                                | 3 – 0                                                                  | Panama                                                                 | Amichevole                                                             | -                                                                      | 46’                                                                    |
| 2-9-2021                                                               | Città del Messico                                                      | Messico                                                                | 2 – 1                                                                  | Giamaica                                                               | Qual. Mondiali 2022                                                    | -                                                                      | 75’                                                                    |
| 8-9-2021                                                               | Panama                                                                 | Panama                                                                 | 1 – 1                                                                  | Messico                                                                | Qual. Mondiali 2022                                                    | -                                                                      | 46’                                                                    |
| 10-10-2021                                                             | Città del Messico                                                      | Messico                                                                | 3 – 0                                                                  | Honduras                                                               | Qual. Mondiali 2022                                                    | 1                                                                      | 71’                                                                    |
| 16-11-2021                                                             | Edmonton                                                               | Canada                                                                 | 2 – 1                                                                  | Messico                                                                | Qual. Mondiali 2022                                                    | -                                                                      | 46’                                                                    |
| 8-12-2021                                                              | Austin                                                                 | Messico                                                                | 2 – 2                                                                  | Cile                                                                   | Amichevole                                                             | -                                                                      | 82’                                                                    |
| 27-4-2022                                                              | Orlando                                                                | Messico                                                                | 0 – 0                                                                  | Guatemala                                                              | Amichevole                                                             | -                                                                      |                                                                        |
| 12-6-2022                                                              | Torreón                                                                | Messico                                                                | 3 – 0                                                                  | Suriname                                                               | CONCACAF Nations League 2022-2023 - 1º turno                           | -                                                                      | 62’                                                                    |
| 15-6-2023                                                              | Paradise                                                               | Stati Uniti                                                            | 3 – 0                                                                  | Messico                                                                | CONCACAF Nations League 2022-2023 - Semifinale                         | -                                                                      | 83’                                                                    |
| 14-10-2023                                                             | Charlotte                                                              | Messico                                                                | 2 – 0                                                                  | Ghana                                                                  | Amichevole                                                             | -                                                                      | 89’                                                                    |
| 17-10-2023                                                             | Filadelfia                                                             | Messico                                                                | 2 – 2                                                                  | Germania                                                               | Amichevole                                                             | -                                                                      | 61’                                                                    |
| 7-9-2024                                                               | Pasadena                                                               | Messico                                                                | 3 – 0                                                                  | Nuova Zelanda                                                          | Amichevole                                                             | -                                                                      | 60’                                                                    |
| Totale                                                                 |                                                                        | Presenze                                                               | 18                                                                     |                                                                        | Reti                                                                   | 3                                                                      |                                                                        |

## Palmarès

### Club

#### Competizioni nazionali
- Campionato messicano: 1

Tigres: Clausura 2023

#### Competizioni internazionali
- Campeones Cup: 1

Tigres: 2023

### Nazionale
- Bronzo olimpico: 1

Tokyo 2020